# Fanzine (musikalbum)
Fanzine är ett live/studioalbum av Ulf Lundell, utgivet 27 maj 1999. Albumet är delvis live och delvis studioinspelat.

## Låtlista
1. Under bordet
2. Om jag hade henne (live)
3. Sthlm C (live)
4. Man igen (live)
5. Fanzine
6. Hon drömmer att hon andas
7. Mustayaluca
8. St Jack (live)
9. Folk (live)
10. Rom i regnet (live)
11. Ärrad & Bränd (live)
12. En chans till
13. Annalisa
14. Jenny & Johnny
15. Gammal nog
16. Vägen ut (live)
17. Den natt som aldrig... (live)
18. Laglös (live)
19. Stampa på den (live)
20. Dom herrelösa hundarnas dag

## Medverkande
Live:
- Ulf Lundell - elgitarrer, akustisk gitarr, munspel
- Jan Bark - elgitarr, kör
- Jerker Odelholm - bas, kör
- Magnus "Norpan" Eriksson - trummor, kör

Studio:
- Ulf Lundell - elgitarr, banjo, munspel, nåjdtrumma
- Jan Bark - elgitarr, kör
- Jerker Odelholm - bas
- Magnus “Norpan” Eriksson - trummor, kör
- David Nyström - Mini-moog, Solina, Hammond 1-100, Wurlitzer, vibrafon, kör

## Listplaceringar
| Lista (1999) | Topplacering |
| ------------ | ------------ |
| Norge        | 38           |
| Sverige      | 6            |